# Coleville (Californie)
Coleville est une census-designated place du comté de Mono, dans l'État de Californie, aux États-Unis,. En 2020, elle compte une population de 419 habitants.